# 鲫楚克拉虫
鲫楚克拉虫（学名：Zschokkella carassii）为两极科楚克拉虫属的动物。在中国，分布于湖北、四川、浙江、江西、广东、武陵山地区、宁夏等，营寄生生活，寄生在鲫、鲤的胆囊、肾、输尿管、肝、鲫的脾、白鲫的胆囊、脾以及花䱻的胆囊、肾。